# Шаренокрили азијски звиждак
Шаренокрили азијски звиждак (лат. Phylloscopus inornatus) је врста птице из реда птица певачица. Име рода Phylloscopus је комбинација две старогрчке речи, phullon која означава лист и skopos што значи трагач. Реч inornatus потиче из латинског језика и значи обичан, једноставан, неукрашен.

## Опис
Шаренокрили азијски звиждак је дужине од 10 до 11 центиметара, а тежине од 4.3 до 6.5 грама.. Боја доњег дела тела (трбуха и доње стране репа) је углвном бела, док је боја грњег дела тела (главе, леђа и крила) углавном браон-зеленкаста, са карактеристичним светлијим пругама изнад ока и на крилима.

## Распрострањеност и станиште
Распрострањен је у великом делу Азије. Насељава отворене шуме брезе, врбе, тополе, кедра, клеке и ариша, а такође и шумарке и ивице четинарских шума. Ван периода гнежђења се задржава у различитим жбунастим заједницама, вртовима, парковима, итд. 

## Биологија
Шаренокрили азијски звиждак се храни углавном малим бескичмењацима и малим семенима биљака. Гнезди се у јуну и јулу. Гнезда гради од траве, иглица четинара, маховина комадића дрвета, животињске длаке, итд. Гнезди се на тлу у приземној вегетацији, палој грани, испод корења биљака, итд. У гнездо женка полаже од 2 до 4 јајета. Врста је селица, зиму проводи у југоисточној Азији. Орнитолози процењују да се у Европи налази између 5 000 и 20 000 парова ове врсте, са стабилним популационим трендом.

## Угроженост
Угрожавајући фактори за ову врсту још увек нису утврђени.

## Шаренокрили азијски звиждак у Србији
Ова врста је у Србији забележена само једном.